# Bade (Taoyuan)
Bade, ältere Schreibweise Pate (chinesisch 八德區, Pinyin Bādé Qū), ist ein Bezirk (區, qū) mit etwa 175.000 Einwohnern in der regierungsunmittelbaren Stadt Taoyuan im Nordwesten Taiwans.

## Lage
Bade liegt unmittelbar südlich des Nachbarbezirks Taoyuan und etwa 25 km südwestlich von Taipeh. Der Bezirk befindet sich am Rand des etwa 100 bis 140 Meter über dem Meeresspiegel gelegenen Taoyuan-Plateaus, das nach Südosten zum Tal des Dahan abfällt.
Bade hat eine Anschlussstelle an die zum etwa 15 km nordwestlich gelegenen Flughafen Taiwan Taoyuan führenden Autobahn 2, am östlichen Rand des Bezirks befindet sich der Militärflugplatz Pa Kuei (Bakuai). Die Taiwan High Speed Rail und die Hauptstrecke der konventionellen Eisenbahn führen nordwestlich an Bade vorbei, Stationen befinden sich in den Nachbarbezirken Zhongli und Taoyuan. Eine Anbindung Bades an das Metronetz von Taipeh ist geplant.

## Geschichte
Der ursprüngliche Name 八塊厝 (Bākuài Cuò, taiwanische Aussprache Bede Chu) der Mitte des 18. Jahrhunderts entstandenen Gemeinde bedeutete „acht Häuser“. 1920 wurde der Ortsname auf 八塊 (Bākuài / Bede) verkürzt und 1936 in 八德,  Bade geändert, das auf Taiwanisch ähnlich ausgesprochen wird. In der zweiten Hälfte des 20. Jahrhunderts entwickelte sich der Landkreis Taoyuan, dem Bade seit April 1946 angehört, zu einer der wichtigsten Industrieregionen Taiwans. Dies hatte ein starkes Wachstum der Einwohnerzahl zur Folge, woraufhin die Gemeinde Bade zum 1. Januar 1995 den Status einer Großstadt  (市, Shì) erhielt. Nach der Umgestaltung des Landkreises Taoyuan zu einer regierungsunmittelbaren Stadt erhielt Bade den Status eines Bezirks.